# الواضح المبين في ذكر من استشهد من المحبين
الواضح المُبين في ذكر مَن استُشهد من المُحبّين كتابٌ من مُؤلّفات الإمام علاء الدّين مُغلطاي بن قُليج البُكجريّ. والكتاب يتخصّصُ في مفهوم "الشّهادة في الحبّ" ويَذكُرُ أخبارًا عن مُحبّين اعتُبروا شُهداءَ حُبٍّ، وذلك بالاعتماد على الحديثِ "مَنْ عَشِقَ وَكَتَمَ فَعَفَّ فماتَ، ماتَ شهيدًا". ومن الجديرِ ذكره أنّ للـحديثِ صيغًا اختلفت من كتابٍ إلى آخر، بل اعتبره معظمُ العلماءِ حديثًا موضوعًا.

## نبذة عن المُؤلّف
هو الإمام والمُؤرّخ علاء الدّين مُغلطاي(689 هـ – 762 هـ)، أبو عبد الله بن قُليج بن عبد الله البكجريّ الحكريّ. تُركيُّ الأصل، مصريُّ النّشأة، حنفيُّ المَذهب، مُستعرِب.
كتبَ العديدَ من المؤلّفات في الحديثِ والتّاريخِ والسّيرة النبويّة. وأفرَدَ للأدبِ كتابًا واحدًا هو الواضح المُبين في ذكر من استُشهدَ من المحبّين.

## تاريخ وضع الكتاب
صُنِّفَ هذا الكتاب قبل سنة 745 هـ، إذ ذَكَرَ ابن حجر العسقلانيّ في كتابه الدُّرر الكامنة بأنّ الشّيخ العلائيّ عندما زارَ القاهرة سنة 745 هـ وَقعت عيناه على كتابِ الواضح المُبينِ في سوقِ الكتب، قد يكون ذلك محضَ صدفة أو مكيدةً دبّرها أعداءُ مُغلطاي. ويُقال إنّ العلائيّ وَجَدَ فيه كلامًا لا يُناسِبُ إمامًا، ورفعَ أمرَهُ إلى القاضي، الّذي مَنعَ الباعةَ من بيعِ الكتابِ في تلك الفترة.

## تحقيق الكتاب: مخطوطاته وطبعاته
للكتابِ ثلاثُ طبعاتٍ. قامَ بتحقيق الطّبعة الأولى سنة 1936 المُستشرق أوتو سبيز المُدرِّس في الجامعة الإسلاميّة في الهند. هذه الطّبعة نَشرت جزءًا من الكتاب، ولم تُتِمَّ بقيّتَه.
أما الطّبعة الثّانية فكانت سنة 1997 على يدِ مؤسسة الانتشار العربيّ، الّتي قامت بنشرِ الكتابِ كامِلاً في كتابٍ مُتوسّط القَطع.
لاحِقًا في سنة 2005 قامَ كسروي حسَن بتحقيق الكتاب من جديد ونشره في دار الكتب العلميّة بِنسخةٍ أكثر ترتيبًا.
للكتابِ مَخْطوطتانِ في إسطنبول اعتمدَ عليهما سبيز في طبعتِهِ: الأولى كُتِبَت في حياةِ المُؤلِّف والثّانية نُسخِت بعدَ وفاتِهِ. وبينَ المخطوطتيْنِ فُروقاتٌ.

## مُحتوى الكتاب
كتبَ مُغلطاي مُؤَلَّفَهُ هذا لِيَتحدّثَ عن "مَنْ عاشَ عليلاً بِحُبِّهِ، وماتَ شهيدًا مُلتَحِقًا بِربِّهِ". مُعتمدًا في الأساسِ على الحديثِ "مَنْ عَشِقَ وَكَتَمَ فَعَفَّ فماتَ، ماتَ شهيدًا". ويُبيّن في تمهيدِ الكتابِ أنّ الغرضَ من وراءِ هذا الكتابِ هو إراحةُ النّفوسِ وإجمام الخواطر؛ ففيهِ منَ الشّعرِ والأخبارِ ما يُمتّعُ القارئ.

### يُقْسَمُ الكتابُ إلى قِسمين:
الأوّل: تمهيدٌ نظريٌّ للكتاب، يتحدّث فيه مُغلطاي عن الحُبِّ: أسمائِهِ، أنواعِهِ، أعراضِهِ وعلاماتِهِ.
الثّاني: سمّاه "من الألِفِ إلى الياء" وهو لُبُّ الكتاب، إذ يذكرُ فيه أخبارَ المُحبّين. في هذا القسم 22 بابًا، كلّ بابٍ هو حرفٌ من حروف الهجاء، دلالةً على اسم المحبِّ أو المُخبِر. يبدو هذا القسم كـمعجمٍ يَتحدّثُ عن المُحبّين الّذين ماتوا بسبب العشقِ.